# Norra Åsbo domsaga
Norra Åsbo domsaga var en domsaga i Kristianstads län. Den bildades den 1 januari 1878 (enligt beslut den 1 juni 1877) genom delningen av Bjäre, Norra och Södra Åsbo häraders domsaga. Domsagan ombildades den 1 januari 1971 i samband med tingsrättsreformen i Sverige till Norra Åsbo tingsrätt. Norra Åsbo domsaga blev då namnet på tingsrättens domkrets. 1974 ändrades tingsrättens namn till Klippans tingsrätt.
Domsagan lydde under hovrätten över Skåne och Blekinge.

## Tingslag
- Norra Åsbo domsagas tingslag

## Häradshövdingar
- 1879–1892 Johan Gustaf Samuel Horney
- 1892–1914 Ossian Berger
- 1915–1941 Axel Oskar Brunnberg
- 1941–1962 Arthur Lorentz Ramfors
- 1962–1970 Wilhelm Stoltz